# Jacques Schwarz-Bart

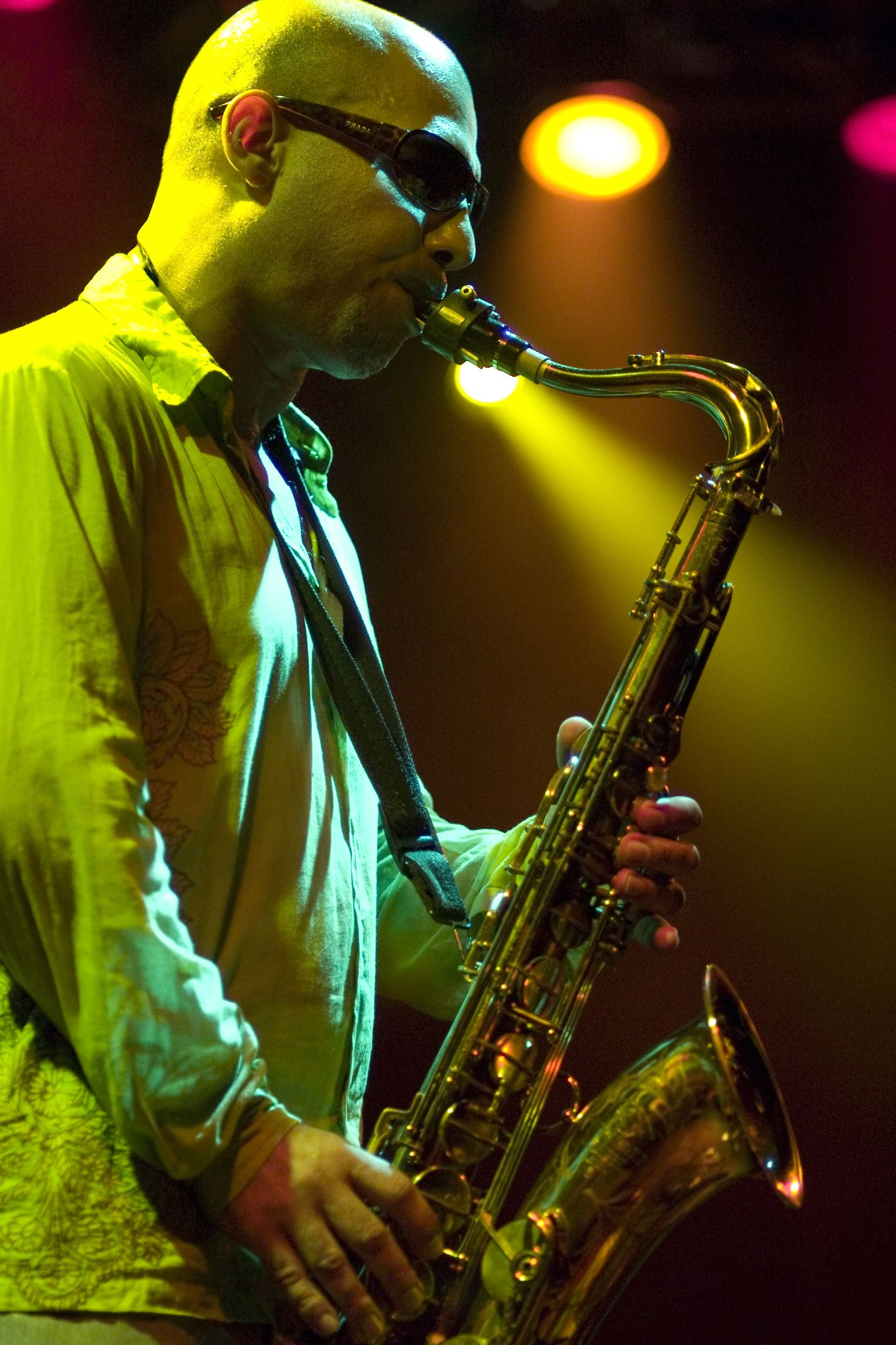
Jacques Schwarz-Bart

Jacques Schwarz-Bart (Brother Jacques, * 22. Dezember 1962 in Les Abymes/Pointe-à-Pitre auf Guadeloupe) ist ein in den USA lebender Jazz-Saxophonist.

## Leben und Wirken
Schwarz-Bart, Sohn des Schriftstellerehepaars Simone und André Schwarz-Bart, wuchs mit karibischer Musik auf. Im Alter von sechs Jahren lernte er in der Schweiz Jazzmusik kennen und begann elfjährig mit Lausanner Jazzmusikern aufzutreten. Er besuchte dann die School of Government auf Guadeloupe und war im Alter von vierundzwanzig Jahren Assistent eines Abgeordneten in Paris.
1989 ging er in die USA, wo er an der Berklee School of Music studierte. Nach Abschluss des Studiums 1994 wurde er Mitglied der Band von Giovanni Hidalgo, mit der er das Album Time Shifter aufnahm. Im nächsten Jahr folgten Aufnahmen mit Danilo Pérez, Fernando Huergo, Pamela Hines und Bob Moses.
1996 ließ er sich in New York nieder, wo seine Zusammenarbeit mit Roy Hargrove begann. Nach Aufnahmen mit Olivier Hutman und Sasi Shalom begleitete er 1998 die haitianische Tabou Combo. Im Folgejahr erschien sein erstes eigenes Album Immersion.
2000 tourte er mit D’Angelo und nahm mit der Sängerin und Bassistin Me’shell Ndegeocello ein Album auf, das 2002 erschien. Im gleichen Jahr unternahm er eine Tournee mit James Hurt und eine Antillen-Tournee mit Andy Narell, Christian Amour, Raymond d’Huy und Raymond Grégo.
Nach Auftritten und Ausnahmen mit der Jazz-Funk-Gruppe Soulive, mit Mario Canonge, Jean-Philippe Fanfant, Michel Alibo, Dominique Bérose, Raymond d’Huy, Raymond Grégo und Richard Bona startete er 2002 das The Brother Jacques Projekt, mit dem im Folgejahr das Album Inspiration entstand. Er nahm dann unter Hargrove das Album Hard Grove und unter Ari Hoenig das Album The Painter auf und präsentierte Ende 2003 beim Festival Jazz à Pointe-à-Pitre mit Franck Nicolas das Projekt Jazz-Ka Philosophy. Zudem entstand in New York und auf Guadeloupe mit Soné Ka-La ein Album, das die traditionelle Gwoka-Musik Guadeloupes mit der Jazzmusik vereinigt. 2014 erschien das Album Jazz Racine Haiti. Weiterhin arbeitete er mit Reggie Washington, Sangoma Everett, Omar Sosa und mit seiner Frau, der Sängerin Stephanie McKay. Er ist auch Teil des Projektes Black Lives – from Generation to Generation.

## Diskographische Hinweise
- Immersion (1999, mit James Hurt, Ari Hoenig, Masa Kamaguchi, François Moutin, Johannes Weidenmüller)
- Inspiration (2003, mit Stephanie McKay, Jason Lindner, Terreon Gully, Jonathan Maron, Me’shell Ndegeocello)
- Soné Ka-La (EmArcy 2006, mit Lionel Loueke, Milan Milanhovic, Sonny Troupé, Olivier Juste, Jean-Pierre Cocquerel, Admiral T, Mark Kelley, Patrice Blanchard, Vicente Archer)[2]
- Abyss (Universal Music 2008, mit Elisabeth Kontomanou, John Scofield, Reggie Washington)[3]
- Rise above (Dreyfus Jazz, 2010)
- The Art of Dreaming (Aztec Music, 2012)
- Jazz Racine Haïti (Motema/Harmonia Mundi, 2014)
- Hazzan (yellowbird/Enja, 2018, mit Grégory Privat, Stéphane Kerecki, Arnaud Dolmen sowie David Linx, Darren Barrett)
- The Harlem Suite (Ropeadope 2023, mit Victor Gould, Sullivan Fortner, Grégory Privat, Reggie Washington, Matt Penman, Terri Lyne Carrington, Arnaud Dolmen sowie Malika Tirolien, Stephanie McKay)[4]
- Jacques Schwarz-Bart, Grégory Privat: 22 (Buddham Jazz, 2025)[5]